# Molnár Janka (atléta)
Molnár Janka (Budapest, 2001. január 5. –) magyar rövidtávfutó, gátfutó.

## Sportpályafutása
10 éves korában került a Budafoki MTE-hez Bartha Attila csoportjába.
A 2017. évi nyári európai ifjúsági olimpiai fesztiválon Győrben 400 méteren bronzérmet szerzett.
2018 júliusában az ifjúsági Európa-bajnokságon 400 méteren hatodik lett. majd a 2018-as junior atlétikai világbajnokságon Tamperében 400 m gáton az előfutamában ötödik helyen végzett, nem jutott az elődöntőbe, összesítésben a 28. lett, a 4 × 400 méteres váltó tagjaként (Répássy Hanna, Kőszegi Míra, Mátó Sára) az előfutamban az ötödik helyezett lett, nem jutott a döntőbe, összesítésben a 11. helyen végzett. Októberben a 2018. évi nyári ifjúsági olimpiai játékokon Buenos Airesben 400 méteren a hetedik helyen zárt.
2019-ben 4 × 400 méteren (Nádházy Evelin, Kőszegi Míra és Simon Virág) fedett pályás magyar csúcsot futott, majd júniusban a magyar junior bajnokságon ért el egyéni csúcsot (53,58). Az U20-as Eb-n 400 m gáton szintén megdöntötte a legjobb idejét (57,64), amivel ötödik lett. Ugyanitt a 4 × 400 méteren (Répássy Hanna, Kőszegi, Mátó Sára) negyedik helyezést ért el.
2020-ban a koronavírus-járvány miatt elmaradtak az utánpótlás világversenyei. Az év végén 400 m gáton az U20-as korosztályban első volt a világranglistán (56,94).
2021 júniusában kétszer is U23-as magyar csúcsot ért el (56,17; 56,03) 400 m gáton. A júliusi U23-as Eb-n a 400 m gát döntőjében az ötödik helyen ért a célba.
2022-ben a Tatabányai SC-hez igazolt, edzéseit azonban továbbra is Budafokon végzi, edzője is Bartha Attila maradt. Augusztusban a müncheni multisport Európa-bajnokság keretén belül megtartott 2022-es atlétikai Európa-bajnokságon 400 méter gáton az előfutamban hatodik lett, az elődöntőbe nem jutott be, összesítésben a 19. helyen zárt. A 4 × 400 méteres váltóval (Nádházy Evelin, Bartha-Kéri Bianka, Rapai Fanni) az előfutamban a 6. helyen ért célba, a döntőbe nem került be, összesítésben a 10. helyet szerezte meg.
2023 júniusában a 2023. évi Európa-játékokon az atlétikai csapat Európa-bajnokságon Chorzówban a 2. divízióban 400 méteren harmadik lett – s egyben korosztályos és egyéni csúcsot is futott –, 400 méter gáton pedig ugyancsak harmadik helyen zárt. Júliusban a 2023-as U23-as atlétikai Európa-bajnokságon Espooban 400 m gáton a negyedik helyen ért célba. Augusztusban a 2023-as atlétikai világbajnokságon Budapesten 400 méter gáton az előfutamban hetedik lett, nem jutott elődöntőbe, összesítve a 30. helyen végzett. A 4 × 400 m vegyes váltó tagjaként (Molnár Attila, Kéri Bianka, Wahl Zoltán) az előfutamban az ötödik helyezett lett, a döntőbe nem jutott, összesítésben a 10. helyen zárt; 3:14,08-as idejük országos csúcsot jelentett. A 4 × 400 m váltó tagjaként (Nádházy Evelin, Kéri Bianka, Rapai Fanni) az előfutamban az ötödikek lett, nem jutott döntőbe, összesítve a 11. helyen végzett; 3:27,79-es idejükkel országos csúcsot futottak.

## Eredményei

### Magyar bajnokság
200 m
- harmadik: 2025

400 m
- első: 2018, 2020, 2025
- második: 2019
- harmadik: 2017

400 m gát
- első: 2020, 2021, 2022, 2023

### Magyar fedett pályás bajnokság
200 m
- első: 2022, 2023
- második: 2020, 2025
- harmadik: 2017, 2018, 2021, 2024

400 m
- első: 2020, 2021, 2023, 2024
- második: 2016, 2017, 2018, 2019, 2022

## Rekordjai
200 m
- 24,79 (2017. június 3., Budapest)[24]
- 24,32 (2019. június 8., Budapest)[24]
- 23,80 (2021. szeptember 5., Budapest)[24]
- 23,72 (2023. szeptember 9., Budapest)[24]

400 m
- 55,02 (2016. június 4., Debrecen)[24]
- 54,44 (2017. május 20., Debrecen)[24]
- 54,20 (2018. július 6., Győr)[25]
- 53,99 (2018. július 7., Győr)[24]
- 53,58 (2019. június 15., Budapest)[24]
- 53,25 (2020. augusztus 8., Budapest)[24]
- 52,96 (2020. szeptember 12., Budapest)[24]
- 52,55 (2023. május 27., Budapest) egyéni csúcs[24]
- 51,74 (2023. június 20., Chorzów) U23-as magyar csúcs, egyéni csúcs[24]

400 m gát
- 1:00,02 (2017. május 21., Debrecen)[24]
- 59,88 (2018. augusztus 26., Budapest)[24]
- 57,64 (2019. július 21., Borås)[24]
- 56,94 (2020. augusztus 9., Budapest)[24]
- 56,17 (2021. június 5., Tatabánya) U23-as magyar csúcs
- 56,03 (2021. június 27., Debrecen) U23-as magyar csúcs[24]

4 × 400 m
- 3:35,74 (2018. július 21., Dubnica nad Váhom)[24]
- 3:30,82 (2021. június 20., Sztara Zagora)[24]
- 3:29,39 (2022. augusztus 19., München)[24]
- 3:27,79 (2023. augusztus 26., Budapest) országos csúcs[24]

4 × 400 m vegyes
- 3:14,08 (2023. augusztus 19, Budapest) országos csúcs[24]

fedett pálya
200m
- 25,03

400 m
- 56,72 (2016. január 30., Budapest)[24]
- 55,58 (2017. január 28., Budapest)[24]
- 54,99 (2018. február 11., Budapest) U18-as magyar csúcs[24]
- 54,78 (2018. február 17., Budapest) U18-as magyar csúcs[24]
- 53,98 (2019. február 16., Budapest)[24]
- 53,96 (2021. február 20., Budapest)[24]
- 53,74 (2022. február 5., Budapest)[24]
- 53,72 (2023. február 18., Nyíregyháza)[24]

### Egyéni rekordok
| Versenyszám             | Eredmény    | Időpont                                  | Helyszín |
| ----------------------- | ----------- | ---------------------------------------- | --- |
| 200 m                   | 23,72 23,49 | 2023. szeptember 9. 2022. szeptember 11. | Budapest, Lantos Mihály Sportközpont Győr, Olimpiai Sportpark (az erős hátszél miatt nem elfogadott időeredmény) |
| 300 m                   | 38,92       | 2016. július 9.                          | Debrecen |
| 400 m                   | 51,74       | 2023. június 20.                         | Chorzów, Stadion Śląski                                                                                          |
| 600 m                   | 1:35,86     | 2014. július 12.                         | Tatabánya |
| 800 m                   | 2:06,99     | 2020. szeptember 6.                      | Székesfehérvár, Bregyó közi Regionális Atlétikai Központ                                                         |
| 400 m gát               | 56,03       | 2021. június 27.                         | Debrecen, Gyulai István Atlétikai Stadion                                                                        |
| 4 × 100 m               | 47,31       | 2017. július 28.                         | Győr, Olimpiai Sportpark                                                                                         |
| 4 × 400 m               | 3:27,79     | 2023. augusztus 26.                      | Budapest, Nemzeti Atlétikai Központ                                                                              |
| vegyes csapat 4 × 400 m | 3:14,08     | 2023. augusztus 19.                      | Budapest, Nemzeti Atlétikai Központ                                                                              |
| 60 m, fedett pálya      | 7,75        | 2022. január 29.                         | Budapest, BOK Sportcsarnok                                                                                       |
| 200 m, fedett pálya     | 23,84       | 2023. február 19.                        | Nyíregyháza, Nyíregyházi Atlétikai Centrum                                                                       |
| 300 m, fedett pálya     | 38,61       | 2020. február 8.                         | Budapest, BOK Sportcsarnok                                                                                       |
| 400 m, fedett pálya     | 53,72       | 2023. február 18.                        | Nyíregyháza, Nyíregyházi Atlétikai Centrum                                                                       |
| 600 m, fedett pálya     | 1:43,47     | 2014. február 8.                         | Budapest |
| 4 × 400 m, fedett pálya | 3:37,11     | 2023. január 28.                         | Nyíregyháza, Nyíregyházi Atlétikai Centrum                                                                       |

(A táblázat adatainak forrása: Janka MOLNÁR. european-athletics.com. (angolul) European Athletics Association (Hozzáférés: 2023. szeptember 10.))

## Díjai, elismerései
- a Kerület Sportbüszkesége díj Budapest 22. kerületében (2017)[14]